# Kristen Visbal
Kristen Visbal est une sculptrice née en Uruguay, qui vit et travaille actuellement à Lewes dans le Delaware. Elle est spécialisée dans la cire perdue en bronze. Kristen Visbal étudie à l'université de l'Arizona à Tucson. L'une de ses œuvres d'art les plus connues est Fearless Girl (2017), une statue en bronze installée dans le jardin public de Bowling Green dans le quartier financier de Manhattan puis devant le New York Stock Exchange.